# Quando men vo
Quando men vo è una romanza in tempo di valzer lento della Bohème di Giacomo Puccini, cantata nel secondo quadro da Musetta (soprano).
Musetta la canta con civetteria, seduta ad uno dei tavoli del Caffè Momus, rivolgendosi intenzionalmente al pittore Marcello, allo scopo di riconquistarlo. Nella parte iniziale la ragazza descrive l'effetto del proprio fascino sugli uomini e negli ultimi versi parla direttamente all'ex fidanzato.

## Genesi e caratteristiche musicali
Il brano nacque come Piccolo Valzer per pianoforte in Mi maggiore, composto all'inizio di settembre del 1894 e destinato alla cerimonia di consegna della bandiera di combattimento per la nave da guerra "Re Umberto", che ebbe luogo a Sestri Ponente quello stesso mese.
Secondo Mosco Carner, «Puccini ne ebbe l'idea un giorno ch'era a caccia sul suo amato Lago di Massaciuccoli, nella barca dolcemente cullata dalle onde.»
Nel frattempo egli stava lavorando alla Bohème e, intenzionato ad adattare il motivo al valzer di Musetta, inviò come traccia al librettista Giuseppe Giacosa il verso "Coccoricò, coccoricò bistecca", dal cui ritmo nacque l'incipit "Quando men vo, quando men vo soletta".
Se il metodo di inviare versi maccheronici ai librettisti come traccia metrica rientra nelle consuetudini pucciniane, può sorprendere l'abbinamento tra la musica, languida e seducente, e la cerimonia militare alla quale fu destinata la sua versione pianistica; a meno di non leggere la scelta del compositore come una presa di distanza, garbatamente ironica, rispetto ad una dimensione culturale che non gli apparteneva.
Nell'opera il brano conservò la tonalità di Mi maggiore e si arricchì di nuove sfumature agogiche, con ben 25 variazioni di movimento in 47 battute. Tale duttilità accresce il tono sensuale di una melodia il cui incipit è già caratterizzato in questa direzione dal movimento cromatico discendente e dall'insolito abbinamento tra una prima semifrase («quando men vo») a valori lunghissimi e una seconda a valori brevi («quando men vo soletta per la via»).
La struttura è quella ternaria A-B-A' tipica del valzer, con la sezione centrale («Così l'effluvio del desio») nella regione della sottodominante La maggiore. La ripresa («E tu che sai») differisce nelle battute finali, che Puccini modificò nel corso delle revisioni dell'opera e che portano la voce del soprano fino al Si acuto.
L'orchestrazione cameristica prevede nella sezione A (inclusa la ripresa) l'uso della sordina agli archi e, solo nelle battute iniziali, dei suoni armonici dell'arpa, già impiegati come introduzione della romanza. Il caratteristico controcanto di semicrome, che si affaccia anche nella sezione centrale, è affidato ai legni.
Il primo soprano a cantarla è stata Camilla Pasini nel 1896.
Altri grandi soprani a cantarla sono stati Elisabeth Schumann, Elisabeth Söderström, Renata Scotto, Ainhoa Arteta ed Irina Lungu.

## Aspetti drammaturgici
La presenza dei pertichini di Marcello, Alcindoro e Mimì, a partire dalla sezione centrale, svolge la funzione essenziale di creare un collegamento tra la dimensione lirica del brano e il realismo dell'azione. La situazione si muove per il resto sul filo dell'ambiguità drammaturgica, in quanto il carattere del brano - a partire dal tempo di valzer - sembrerebbe suggerire che si tratti di musica di scena, ossia che Musetta si stia esibendo in pubblico come cantante, ciò che risulterebbe per altro poco verosimile nel contesto dell'azione.
La seduzione di Musetta ha successo, anche se non immediatamente. A vincere le ultime resistenze di Marcello è, di lì a poco, il suo gesto di scoprire la caviglia con un pretesto e il ricongiungimento degli amanti avviene al termine della vigorosa ripresa orchestrale della sezione A del valzer, dalle parole di Marcello «Gioventù mia», coronata da un abbraccio sull'ultima esposizione del tema affidato a trombe e tromboni a tutta forza.
Puccini riprende un'ultima volta l'incipit della romanza poco dopo l'inizio del quadro III, allorché Musetta, da dietro la scena, intrattiene gli avventori della taverna, prima come semplice vocalizzo, poi alle parole «Se nel bicchiere sta il piacer, in giovin bocca sta l'amor!»

## I versi
I versi del libretto di Giuseppe Giacosa e Luigi Illica, basati su una libera successione di endecasillabi e settenari, presentano alcune differenze rispetto a quelli dello spartito di Puccini:
| Libretto (civettuola, volgendosi con intenzione a Marcello, il quale comincia ad agitarsi) Quando men vo soletta per la via la gente sosta e mira, e la bellezza mia - ricerca in me tutta da capo a piè. Ed assaporo allor la bramosia sottil che dai vogliosi occhi traspira e dai vezzi palesi intender sa alle occulte beltà. Così l'effluvio del desìo tutta m'aggira e delirar mi fa. E tu che sai, che memori e ti struggi com'io d'amor, da me tanto rifuggi? So ben: le angosce tue non le vuoi dir ma ti senti morir! | Spartito (sempre seduta, dirigendosi intenzionalmente a Marcello, il quale comincia ad agitarsi) Quando men vo, quando men vo soletta per la via la gente sosta e mira, e la bellezza mia tutta ricerca in me, ricerca in me da capo a piè. Ed assaporo allor la bramosia sottil che dagli occhi traspira e dai palesi vezzi intender sa alle occulte beltà. Così l'effluvio del desìo tutta m'aggira felice mi fa! E tu che sai, che memori e ti struggi, da me tanto rifuggi? So ben: le angosce tue non le vuoi dir, non le vuoi dir, so ben, ma ti senti morir! |

Si noti in particolare come il compositore sfrondò il testo da passaggi enfatici («vogliosi») o ridondanti («com'io d'amor») e soprattutto convertì il verso «e delirar mi fa» nel più semplice e sincero «felice mi fa».